# TT Circuit Assen
TT Circuit Assen je závodní trať postavená v roce 1955. Nachází se v Assenu v Nizozemí. Divácká kapacita je 100 000 včetně 60 000 sedadel.

## Historie okruhu
Původní trať byla postavena v roce 1955 a měřila 7705 metrů. V roce 2006 byl okruh podstatně rekonstruován, délka se zkrátila na 4555 metrů a začalo se mu říkat A-Style Assen TT Circuit. Původní zůstala jen jedna část a to cílová rovinka, která se nikdy nepřesunula.

## Zajímavosti
- TT Circuit Assen je jediná trať, která je v kalendáři Mistrovství světa silničních motocyklů od roku 1949, kdy tato kategorie začala.
- Dutch TT se vždy koná poslední sobotu v červnu.

## Vítězové Grand Prix silničních motocyklů - Nizozemsko
| Rok  | Moto3                                | Moto2                                | MotoGP                               | Report                               |
| ---- | ------------------------------------ | ------------------------------------ | ------------------------------------ | ------------------------------------ |
| 2025 | José Antonio Rueda (KTM)             | Diogo Moreira (Kalex)                | Marc Márquez (Ducati)                | Report                               |
| 2024 | Iván Ortolá (KTM)                    | Ai Ogura (Boscoscuro)                | Francesco Bagnaia (Ducati)           | Report                               |
| 2023 | Jaume Masià (Honda)                  | Jake Dixon (Kalex)                   | Francesco Bagnaia (Ducati)           | Report                               |
| 2022 | Ayumu Sasaki (Husqvarna)             | Augusto Fernández (Kalex)            | Francesco Bagnaia (Ducati)           | Report                               |
| 2021 | Dennis Foggia (Honda)                | Raúl Fernández (Kalex)               | Fabio Quartararo (Yamaha)            | Report                               |
| 2020 | Závod zrušen kvůli pandemii COVID-19 | Závod zrušen kvůli pandemii COVID-19 | Závod zrušen kvůli pandemii COVID-19 | Závod zrušen kvůli pandemii COVID-19 |
| 2019 | Tony Arbolino (Honda)                | Augusto Fernández (Kalex)            | Maverick Viñales (Yamaha)            | Report                               |
| 2018 | Jorge Martín (Honda)                 | Francesco Bagnaia (Kalex)            | Marc Márquez (Honda)                 | Report                               |
| 2017 | Arón Canet (Honda)                   | Franco Morbidelli (Kalex)            | Valentino Rossi (Yamaha)             | Report                               |
| 2016 | Francesco Bagnaia (Mahindra)         | Takaaki Nakagami (Kalex)             | Jack Miller (Honda)                  | Report                               |
| 2015 | Miguel Oliveira (KTM)                | Johann Zarco (Kalex)                 | Valentino Rossi (Yamaha)             | Report                               |
| 2014 | Álex Márquez (Honda)                 | Anthony West (Speed Up)              | Marc Márquez (Honda)                 | Report                               |
| 2013 | Luis Salom (KTM)                     | Pol Espargaró (Kalex)                | Valentino Rossi (Yamaha)             | Report                               |
| 2012 | Maverick Viñales (Honda)             | Marc Márquez (Suter)                 | Casey Stoner (Honda)                 | Report                               |
| Rok  | 125 cm³                              | Moto2                                | MotoGP                               | Report                               |
| 2011 | Maverick Viñales (Aprilia)           | Marc Márquez (Suter)                 | Ben Spies (Yamaha)                   | Report                               |
| 2010 | Marc Márquez (Derbi)                 | Andrea Iannone (Speed Up)            | Jorge Lorenzo (Yamaha)               | Report                               |
| Rok  | 125 cm³                              | 250 cm³                              | MotoGP                               | Report                               |
| 2009 | Sergio Gadea (Aprilia)               | Hiroši Aojama (Honda)                | Valentino Rossi (Yamaha)             | Report                               |
| 2008 | Gábor Talmácsi (Aprilia)             | Álvaro Bautista (Aprilia)            | Casey Stoner (Ducati)                | Report                               |
| 2007 | Mattia Pasini (Aprilia)              | Jorge Lorenzo (Aprilia)              | Valentino Rossi (Yamaha)             | Report                               |
| 2006 | Mika Kallio (KTM)                    | Jorge Lorenzo (Aprilia)              | Nicky Hayden (Honda)                 | Report                               |
| 2005 | Gábor Talmácsi (KTM)                 | Sebastián Porto (Aprilia)            | Valentino Rossi (Yamaha)             | Report                               |
| 2004 | Jorge Lorenzo (Derbi)                | Sebastián Porto (Aprilia)            | Valentino Rossi (Yamaha)             | Report                               |
| 2003 | Steve Jenkner (Aprilia)              | Anthony West (Aprilia)               | Sete Gibernau (Honda)                | Report                               |
| 2002 | Daniel Pedrosa (Honda)               | Marco Melandri (Aprilia)             | Valentino Rossi (Honda)              | Report                               |
| Rok  | 125 cm³                              | 250 cm³                              | 500 cm³                              |                                      |
| 2001 | Toni Elías (Honda)                   | Jeremy McWilliams (Aprilia)          | Max Biaggi (Yamaha)                  | Report                               |
| 2000 | Jóiči Ui (Derbi)                     | Tóru Ukawa (Honda)                   | Alex Barros (Honda)                  | Report                               |
| 1999 | Masao Azuma (Honda)                  | Loris Capirossi (Honda)              | Tadajuki Okada (Honda)               | Report                               |
| 1998 | Marco Melandri (Honda)               | Valentino Rossi (Aprilia)            | Mick Doohan (Honda)                  | Report                               |
| 1997 | Valentino Rossi (Aprilia)            | Tecuja Harada (Aprilia)              | Mick Doohan (Honda)                  | Report                               |
| 1996 | Emilio Alzamora (Honda)              | Ralf Waldmann (Honda)                | Mick Doohan (Honda)                  | Report                               |
| 1995 | Dirk Raudies (Honda)                 | Max Biaggi (Aprilia)                 | Mick Doohan (Honda)                  | Report                               |
| 1994 | Takeši Cudžimura (Honda)             | Max Biaggi (Aprilia)                 | Mick Doohan (Honda)                  | Report                               |
| 1993 | Dirk Raudies (Honda)                 | Loris Capirossi (Honda)              | Kevin Schwantz (Suzuki)              | Report                               |
| 1992 | Ezio Gianola (Honda)                 | Pierfrancesco Chili (Aprilia)        | Àlex Crivillé (Honda)                | Report                               |
| 1991 | Ralf Waldmann (Honda)                | Pierfrancesco Chili (Aprilia)        | Kevin Schwantz (Suzuki)              | Report                               |
| 1990 | Doriano Romboni (Honda)              | John Kocinski (Yamaha)               | Kevin Schwantz (Suzuki)              | Report                               |

| Rok  | 80 cm³                        | 125 cm³                         | 250 cm³                        | 350 cm³                        | 500 cm³                      | Report |
| ---- | ----------------------------- | ------------------------------- | ------------------------------ | ------------------------------ | ---------------------------- | ------ |
| 1989 | Peter Öttl (Krauser)          | Hans Spaan (Honda)              | Reinhold Roth (Honda)          |                                | Wayne Rainey (Yamaha)        | Report |
| 1988 | Jorge Martínez (Derbi)        | Jorge Martínez (Derbi)          | Juan Garriga (Yamaha)          |                                | Wayne Gardner (Honda)        | Report |
| 1987 | Jorge Martínez (Derbi)        | Fausto Gresini (Garelli)        | Anton Mang (Honda)             |                                | Eddie Lawson (Yamaha)        | Report |
| 1986 | Jorge Martínez (Derbi)        | Luca Cadalora (Garelli)         | Carlos Lavado (Yamaha)         |                                | Wayne Gardner (Honda)        | Report |
| 1985 | Gerd Kafka (Casal)            | Pier Paolo Bianchi (MBA)        | Freddie Spencer (Honda)        |                                | Randy Mamola (Honda)         | Report |
| 1984 | Jorge Martínez (Derbi)        | Ángel Nieto (Garelli)           | Carlos Lavado (Yamaha)         |                                | Randy Mamola (Honda)         | Report |
| Rok  | 50 cm³                        | 125 cm³                         | 250 cm³                        | 350 cm³                        | 500 cm³                      |        |
| 1983 | Eugenio Lazzarini (Garelli)   | Ángel Nieto (Garelli)           | Carlos Lavado (Yamaha)         |                                | Kenny Roberts (Yamaha)       | Report |
| 1982 | Stefan Dörflinger (Kreidler)  | Ángel Nieto (Garelli)           | Anton Mang (Kawasaki)          | Jean-François Baldé (Kawasaki) | Franco Uncini (Suzuki)       | Report |
| 1981 | Ricardo Tormo (Bultaco)       | Ángel Nieto (Minarelli)         | Anton Mang (Kawasaki)          | Anton Mang (Kawasaki)          | Marco Lucchinelli (Suzuki)   | Report |
| 1980 | Ricardo Tormo (Kreidler)      | Ángel Nieto (Minarelli)         | Carlos Lavado (Yamaha)         | Jon Ekerold (Yamaha)           | Jack Middelburg (Yamaha)     | Report |
| 1979 | Eugenio Lazzarini (Kreidler)  | Ángel Nieto (Minarelli)         | Graziano Rossi (Morbidelli)    | Gregg Hansford (Kawasaki)      | Virginio Ferrari (Suzuki)    | Report |
| 1978 | Eugenio Lazzarini (MBA)       | Eugenio Lazzarini (MBA)         | Kenny Roberts (Yamaha)         | Kork Ballington (Kawasaki)     | Johnny Cecotto (Yamaha)      | Report |
| 1977 | Ángel Nieto (Bultaco)         | Ángel Nieto (Bultaco)           | Mick Grant (Kawasaki)          | Kork Ballington (Yamaha)       | Wil Hartog (Suzuki)          | Report |
| 1976 | Ángel Nieto (Bultaco)         | Pier Paolo Bianchi (Morbidelli) | Walter Villa (Aermacchi)       | Giacomo Agostini (Yamaha)      | Barry Sheene (Suzuki)        | Report |
| 1975 | Ángel Nieto (Kreidler)        | Pier Paolo Bianchi (Morbidelli) | Walter Villa (Aermacchi)       | Dieter Braun (Yamaha)          | Barry Sheene (Suzuki)        | Report |
| 1974 | Herbert Rittberger (Kreidler) | Bruno Kneubühler (Yamaha)       | Walter Villa (Aermacchi)       | Giacomo Agostini (Yamaha)      | Giacomo Agostini (Yamaha)    | Report |
| 1973 | Bruno Kneubühler (Kreidler)   | Eugenio Lazzarini (Maico)       | Dieter Braun (Yamaha)          | Giacomo Agostini (MV Agusta)   | Phil Read (MV Agusta)        | Report |
| 1972 | Ángel Nieto (Derbi)           | Ángel Nieto (Derbi)             | Rodney Gould (Yamaha)          | Giacomo Agostini (MV Agusta)   | Giacomo Agostini (MV Agusta) | Report |
| 1971 | Ángel Nieto (Derbi)           | Ángel Nieto (Derbi)             | Phil Read (Yamaha)             | Giacomo Agostini (MV Agusta)   | Giacomo Agostini (MV Agusta) | Report |
| 1970 | Ángel Nieto (Derbi)           | Dieter Braun (Suzuki)           | Rodney Gould (Yamaha)          | Giacomo Agostini (MV Agusta)   | Giacomo Agostini (MV Agusta) | Report |
| 1969 | Barry Smith (Derbi)           | Dave Simmonds (Kawasaki)        | Renzo Pasolini (Benelli)       | Giacomo Agostini (MV Agusta)   | Giacomo Agostini (MV Agusta) | Report |
| 1968 | Paul Lodewijkx (Jamathi)      | Phil Read (Yamaha)              | Bill Ivy (Yamaha)              | Giacomo Agostini (MV Agusta)   | Giacomo Agostini (MV Agusta) | Report |
| 1967 | Jošimi Katajama (Suzuki)      | Phil Read (Honda)               | Mike Hailwood (Honda)          | Mike Hailwood (Honda)          | Mike Hailwood (Honda)        | Report |
| 1966 | Luigi Taveri (Honda)          | Bill Ivy (Yamaha)               | Mike Hailwood (Honda)          | Mike Hailwood (Honda)          | Jim Redman (Honda)           | Report |
| 1965 | Ralph Bryans (Honda)          | Mike Duff (Yamaha)              | Phil Read (Yamaha)             | Jim Redman (Honda)             | Mike Hailwood (MV Agusta)    | Report |
| 1964 | Ralph Bryans (Honda)          | Jim Redman (Honda)              | Jim Redman (Honda)             | Jim Redman (Honda)             | Mike Hailwood (MV Agusta)    | Report |
| 1963 | Ernst Degner (Suzuki)         | Hugh Anderson (Suzuki)          | Jim Redman (Honda)             | Jim Redman (Honda)             | John Hartle (Gilera)         | Report |
| 1962 | Ernst Degner (Suzuki)         | Luigi Taveri (Honda)            | Jim Redman (Honda)             | Jim Redman (Honda)             | Mike Hailwood (MV Agusta)    | Report |
| 1961 |                               | Tom Phillis (Honda)             | Mike Hailwood (Honda)          | Gary Hocking (MV Agusta)       | Gary Hocking (MV Agusta)     | Report |
| 1960 |                               | Carlo Ubbiali (MV Agusta)       | Carlo Ubbiali (MV Agusta)      | John Surtees (MV Agusta)       | Remo Venturi (MV Agusta)     | Report |
| 1959 |                               | Carlo Ubbiali (MV Agusta)       | Tarquinio Provini (MV Agusta)  | Bob Brown (Norton)             | John Surtees (MV Agusta)     | Report |
| 1958 |                               | Carlo Ubbiali (MV Agusta)       | Tarquinio Provini (MV Agusta)  | John Surtees (MV Agusta)       | John Surtees (MV Agusta)     | Report |
| 1957 |                               | Tarquinio Provini (Mondial)     | Tarquinio Provini (Mondial)    | Keith Campbell (Moto Guzzi)    | John Surtees (MV Agusta)     | Report |
| 1956 |                               | Carlo Ubbiali (MV Agusta)       | Carlo Ubbiali (MV Agusta)      | Bill Lomas (Moto Guzzi)        | John Surtees (MV Agusta)     | Report |
| 1955 |                               | Carlo Ubbiali (MV Agusta)       | Luigi Taveri (MV Agusta)       | Ken Kavanagh (Moto Guzzi)      | Geoff Duke (Gilera)          | Report |
| 1954 |                               | Rupert Hollaus (NSU)            | Werner Haas (NSU)              | Fergus Anderson (Moto Guzzi)   | Geoff Duke (Gilera)          | Report |
| 1953 |                               | Werner Haas (NSU)               | Werner Haas (NSU)              | Enrico Lorenzetti (Moto Guzzi) | Geoff Duke (Gilera)          | Report |
| 1952 |                               | Cecil Sandford (MV Agusta)      | Enrico Lorenzetti (Moto Guzzi) | Geoff Duke (Norton)            | Umberto Masetti (Gilera)     | Report |
| 1951 |                               | Gianni Leoni (Mondial)          |                                | Bill Doran (AJS)               | Geoff Duke (Norton)          | Report |
| 1950 |                               | Bruno Ruffo (Mondial)           |                                | Bob Foster (Velocette)         | Umberto Masetti (Gilera)     | Report |
| 1949 |                               | Nello Pagani (Mondial)          |                                | Freddie Frith (Velocette)      | Nello Pagani (Gilera)        | Report |